# 6. maj
6. maj er dag 126 i året i den gregorianske kalender (dag 127 i skudår). Der er 239 dage tilbage af året.
Det er den International Slankefri Dag.

### Begivenheder
Født - Dødsfald
- 1502 - Den danske dronning Christine overgiver sig i Stockholm til svenskerne, som har belejret byen i otte måneder. Af 1000 mand er kun 70 tilbage. Trods svenske løfter bliver Christine holdt tilbage som fange indtil 1503.
- 1757 - Den preussiske hær under ledelse af Frederik 2. besejrer den østrigske hær udenfor Prag.
- 1769 - En forordning kræver for første gang hoverireglementer, som angiver, hvor meget hoveriarbejde fæsterne skal yde for godsejeren.
- 1840 - Det første frimærke sælges i England. The "penny black" og "twopenny blue" viser dronning Victoria i profil.
- 1904 - Børnehjælpsdagen afholdes for første gang.
- 1910 - Georg 5. bliver konge af England.
- 1931 - Frankrigs præsident Paul Doumer skydes af en russisk emigrant og dør den følgende dag.
- 1937 - Luftskibet LZ 129 Hindenburg brænder op under landing ved flådestation Lakehurst. Om bord er 61 besætningsmedlemmer og 36 passagerer. 7 millioner kubikfod brint eksploderer. 36 personer omkommer.
- 1941 - Josef Stalin afløser Vjatjeslav Molotov som premierminister i Sovjetunionen, så han både havde den mest magtfulde post som Generalsekretær og posten som premierminister.
- 1954 - Englænderen Roger Bannister løber den første drømmemil (under 4 minutter).
- 1955 - Storbritannien overgiver sin strid med Argentina og Chile om Falklandsøerne til Den Internationale Domstol, men da hverken Argentina eller Chile anerkender domstolen på daværende tidspunkt frafaldes sagen i 1956.
- 1960 - Den engelske prinsesse Margaret vies til fotograf Antony Armstrong-Jones, senere lord Snowdon; parret bliver skilt i 1978.
- 1962 - Det første missil med et atomsprænghoved affyres fra en Polaris ubåd. Neddykkede USS Ethan Allen tester et Polaris A-2 missil tværs over Stillehavet mod Juleøen over en afstand på 2.700 km. Det eksploderer i ca 4 km højde.
- 1964 - Folketinget vedtager lov om offentlighed i forvaltningen.
- 1966 - I Hvidovre nedlægges grundstenen til Danmarks første moské.
- 1983 - Den tyske regering offentliggør, at 'Hitlers dagbøger' er falske.
- 1994 - Elizabeth 2. af Storbritannien og Frankrigs præsident François Mitterrand foretager den officielle åbning af Eurotunnelen.
- 2001 - Verdens største havvindmøllepark åbner ud for Københavns Havn.
- 2004 - Sidste afsnit af tv-serien Venner sendes i USA.

### Født
- 1758 - Maximilien Robespierre, fransk revolutionær (død 1794).
- 1761 - Klaus Henrik Seidelin, dansk bogtrykker, forlægger og redaktør (død 1811).
- 1856 - Robert Peary, amerikansk arktisk opdagelsesrejsende (død 1920).
- 1856 - Sigmund Freud, østrigsk psykoanalytiker (død 1939).
- 1866 - Jóannes Patursson, færøsk bonde, politiker og forfatter (død 1946).
- 1868 - Nikolaj 2., russisk zar (død 1918).
- 1880 - Ernst Ludwig Kirschner, tysk maler (død 1938).
- 1888 - Christiane Reimann, dansk sygeplejerske (død 1979).
- 1895 - Rudolph Valentino, italiensk skuespiller (død 1926).
- 1902 - Max Ophüls, tysk filminstruktør (død 1957).
- 1904 - Hal Koch, dansk teolog og kirkehistoriker (død 1963).
- 1915 - Orson Welles, amerikansk skuespiller og filminstruktør (død 1985).
- 1916 - Sif Ruud, svensk skuespillerinde (død 2011).
- 1929 - Poul Godske, dansk kapelmester og musiker (død 2011).
- 1929 - Paul C. Lauterbur, amerikansk kemiker og modtager af Nobelprisen i medicin (død 2007).
- 1930 - Knud Holscher, dansk arkitekt.
- 1933 - Palle Simonsen, dansk direktør og tidligere finansminister (død 2014).
- 1935 - Jimmy Stahr, dansk redaktør og foredragsholder (død 2017).
- 1940 - Jørgen Saabye, dansk bladtegner.
- 1944 - Andreas Baader, tysk terrorist/revolutionær (død 1977).
- 1953 - Tony Blair, britisk premierminister.
- 1953 - Graeme Souness, skotsk fodboldspiller og -træner.
- 1960 - Johnny Concrete, dansk punkmusiker.
- 1961 - George Clooney, amerikansk skuespiller.
- 1963 - Jens Henrik Jensen, dansk forfatter.
- 1964 - Lars Mikkelsen, dansk skuespiller.
- 1967 - Philippa Bulgin, dansk sanger (død 1994).
- 1969 - Puk Scharbau, dansk skuespillerinde.
- 1975 - Jesper Damgaard, dansk ishockeyspiller.
- 1983 - Dani Alves, brasiliansk fodboldspiller.

### Dødsfald
- 1859 - Alexander von Humboldt, tysk opdagelsesrejsende (født 1769).
- 1862 - Henry David Thoreau, amerikansk filosof (født 1817).
- 1877 - Johan Ludvig Runeberg, finsk forfatter (født 1804).
- 1895 - Severin From, dansk fængselsinspektør og skakspiller (født 1828).
- 1910 - Edvard 7., engelsk konge (født 1841).
- 1949 - Maurice Maeterlinck, belgisk forfatter og modtager af Nobelprisen i litteratur (født 1862).
- 1951 - Hans Andrias Djurhuus, færøsk lærer og forfatter (født 1883).
- 1992 - Marlene Dietrich, tysk skuespiller (født 1901).
- 2002 - Pim Fortuyn, hollandsk politiker (født 1948)
- 2012 - Jan Trøjborg, dansk politiker (født 1955).
- 2013 - Giulio Andreotti, italiensk politiker og premierminister (født 1919).

|  | Denne datoartikel kan blive bedre, hvis der indsættes et (bedre) billede Du kan hjælpe ved at afsøge Wikimedia Commons for et passende billede eller uploade et godt billede til Wikimedia Commons iht. de tilladte licenser og indsætte det i artiklen. |